# NGC 2973
NGC 2973 је тројна звезда у сазвежђу Шмрк (Пумпа) која се налази на NGC листи објеката дубоког неба.
Деклинација објекта је - 30° 2' 53" а ректасцензија 9h 41m 34,7s. Привидна величина (магнитуда) објекта NGC 2973 износи 9,9.